# Британская Гвиана (почтовая марка)
«Британская Гвиана», или «Британская Розовая Гвиана» (англ. British Guiana 1¢ magenta), — название одной из самых редких почтовых марок (уникума). Стандартная марка номиналом в 1 цент была выпущена ограниченным тиражом в Британской Гвиане (ныне Гайана) в 1856 году и известна в единственном экземпляре. Среди коллекционеров эта марка получила титул «Принцесса филателии».

## Описание
Марка восьмиугольной формы, не имеет перфорации, напечатана типографским способом чёрной краской на карминовой с лицевой стороны бумаге. Размер марки — 29 x 26 мм. В центре марки — изображение трёхмачтовой шхуны, служившей виньеткой для раздела морской хроники местной газеты «Офишиэл Гэзетт» (Official Gazette). Над изображением шхуны и под ним девиз колонии лат. «Damus Petimus Que Vicissim» («Даём и надеемся получить»). Парусник обрамляют четыре тонкие линии. По периметру рамки небольшими чёрными заглавными буквами обозначены страна-эмитент и номинал марки. В верхнем левом углу марки надпись от руки «EDW» — инициалы почтового чиновника Эдварда Уайта. Штемпель гашения слегка размазан, но на нём можно разобрать: «DEMERARA, AP. 4. 1856».

## История создания
Карминовый одноцентовик был выпущен в составе серии из трёх марок стандартного выпуска и предназначался для использования на местных газетах. Другие две марки, номиналом в 4 цента красного цвета и в 4 цента синего цвета, предназначались для оплаты почтовых отправлений.
Этот выпуск появился по чистой случайности. В 1856 году в колонию должны были прислать морем марки, изготовленные в Великобритании. Однако они так и не поступили, поэтому местный почтмейстер, Э. Т. Э. Дальтон ( E. T. E. Dalton), поручил срочно отпечатать серию из трёх марок типографии Джозефа Баума и Уильяма Далласа (Joseph Baum and William Dallas) в городе Джорджтауне, где печаталась газета «Офишиэл Гэзетт». Дальтон дал определённые указания о рисунке марки, но в типографии решили добавить на марках выпуска своё изображение парусника. Дальтону конечный результат не понравился и в порядке предосторожности против подделок он распорядился, чтобы вся корреспонденция с наклеенными марками подписывалась почтовыми служащими.

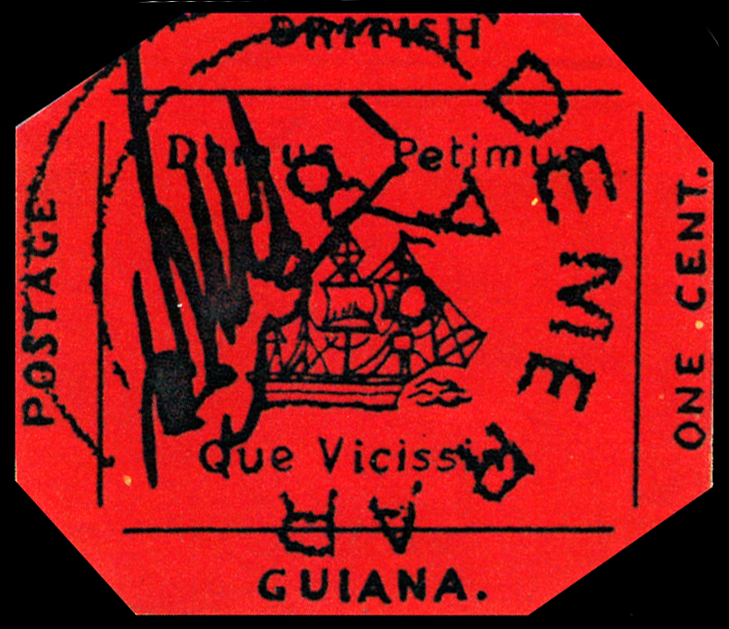
Поздняя реконструкция «Британской Гвианы» (отчётливо видны все надписи и детали рисунка)

## История обнаружения
Сегодня известно о существовании одного-единственного экземпляра марки номиналом в 1 цент. Марка прошла почту и вырезана в восьмиугольной форме. В соответствии с инструкциями Дальтона с левой стороны на марке видна подпись. Несмотря на свой грязный вид и жирный оттиск почтового штемпеля вверху с левой стороны, марка тем не менее считается бесценной.
«Британскую Гвиану» обнаружил в 1873 году 12-летний шотландский школьник Л. Вернон Вон (Vernon Vaughan) в гайанском городке Демерара среди писем своего дяди. Поскольку марка не была упомянута в его каталоге почтовых марок, он продал её через несколько недель знакомому коллекционеру Н. Р. Мак-Киннону (N. R. McKinnon) за несколько шиллингов (что в наши дни составляет примерно от 0,50 до 2,50 доллара США).

## Дальнейшая судьба
Через пять лет марка вместе со всей коллекцией Мак-Киннона перешла к ливерпульскому торговцу Томасу Ридпату (Thomas Ridpath), который поначалу не обратил на неё особого внимания. Однако потом, тщательно исследовав марку и показав её специалистам, Ридпат понял, что является обладателем одной из редчайших марок мира. В том же 1878 году (по некоторым источникам — в 1880-х годах) Ридпат продал её за 150 фунтов стерлингов ($750) барону Филиппу фон Феррари. После этого марка получила известность, и цена на неё пошла резко вверх. После смерти Феррари 20 мая 1917 года, его огромная коллекция марок была завещана Берлинскому почтовому музею, но была конфискована Францией в счёт уплаты репараций по окончании Первой мировой войны. Коллекция была распродана на 14 аукционах, состоявшихся в 1921—1925 годах.
7 апреля 1922 года на третьем аукционе, проходившем в Париже, в отеле «Дрюо», уникальную марку купил английский торговец Гриберт за 352 500 франков (36 тысяч долларов), обойдя, по слухам, трёх королей, среди которых был сам Георг V. Как выяснилось позднее, Гриберт был всего лишь агентом, действовавшим по поручению нью-йоркского миллионера Артура Хинда. После смерти А. Хинда в 1933 году его коллекция, согласно завещанию, должна была быть продана с аукциона в пользу его наследников. Но вдова Хинда изъяла «Гвианский уникум» из общего наследства, так как эта марка, по её уверениям, была личным подарком ей от мужа. После долгого судебного разбирательства, марка была оставлена у вдовы А. Хинда.
В 1940 году вдова А. Хинда продала марку за 42 тысячи долларов лицу, пожелавшему остаться неизвестным. Лишь спустя 29 лет новый владелец марки стал известен, им оказался проживающий в США австралийский скототорговец-миллионер Фредерик Смолл. Официальным же хранителем марки была всё это время нью-йоркская филателистическая фирма братьев Столовых («J. and H. Stolow, Wholesale Stamp Dealers»). 24 марта 1970 года на аукционе в нью-йоркском отеле «Уолдорф-Астория» марку приобрёл синдикат пенсильванских инвесторов во главе с Ирвином Вейнбергом (Irwin Weinberg) за 280 тысяч долларов, после чего марка выставлялась бо́льшую часть десятилетия в рамках мирового турне. Джон Э. Дюпон купил её за 935 тысяч долларов в 1980 году, и считалось, что марка хранилась в бронированном банковском сейфе, пока её владелец отбывал 30-летний срок за убийство до момента своей смерти в тюрьме в 2010 году.
18 июня 2014 года на торгах аукционного дома «Сотбис» в Нью-Йорке марка была продана за 9,5 млн долларов и тем самым стала самой дорогой почтовой маркой в мире. Дизайнер и владелец обувной фирмы Стюарт Вайцман купил марку по телефону через две минуты после начала торгов. В ноябре 2014 года, в то время ещё анонимный покупатель, Вайцман дал согласие выставить марку для всеобщего обозрения на три года в Национальном почтовом музеe в Вашингтоне начиная с апреля 2015 года.
8 июня 2021 года старейший в мире дилер почтовых марок Stanley Gibbons приобрел марку «Британская Гвиана» 1856 года за $8,3 млн. Ее планируют выставить в лондонском центре Stanley Gibbons. Кроме того, дилер создаст цифровую коллекцию с этой маркой, чтобы сделать ее доступной для широкой публики.

## Противоречия
В 1920-е годы распространился неподтверждённый слух об обнаружении второго экземпляра марки и о том, что тогдашний владелец марки Артур Хинд выкупил его, не афишируя сделку, и уничтожил.
В какой-то момент разразился скандал, когда было высказано предположение о том, что одноцентовая марка была всего лишь «переделана» из четырёхцентовой марки красного цвета из той же серии 1856 года, поскольку последняя внешне была очень похожа на одноцентовую марку. Однако эти заявления были опровергнуты.
В 1999 году снова поднялся шум по поводу возможности обнаружения второй одноцентовой марки в Бремене (Германия). Эта вторая марка была дважды исследована, пока лондонским Королевским филателистическим обществом не было установлено, что это подделка. Фактически это была переделанная четырёхцентовая марка красного цвета.

## Экспонирование
«Британская Гвиана» несколько раз экспонировалась на крупных филателистических выставках. Так, марка выставлялась в 1924 году на британской имперской выставке в Лондоне, в 1926 году — на международной филателистической выставке в Нью-Йорке, в 1930 году на берлинской международной филателистической выставке «IPOSTA».
Вновь марка была представлена на филателистической выставке, посвящённой 100-летию каталога почтовых марок «Стэнли Гиббонс». Выставка проходила в Лондоне с 17 по 20 февраля 1965 года. На этой выставке продавался сувенир — отлитая из золота пластинка с одноцентовой маркой Британской Гвианы.
И. Вейнберг в рамках мирового турне экспонировал марку на филателистических выставках в Базеле (1974 год) и в Мадриде. С тех пор «Британская Гвиана» не показывалась публично, но в 2016 году марка выставлялась на Всемирном филателистическом шоу в Нью Йорке.

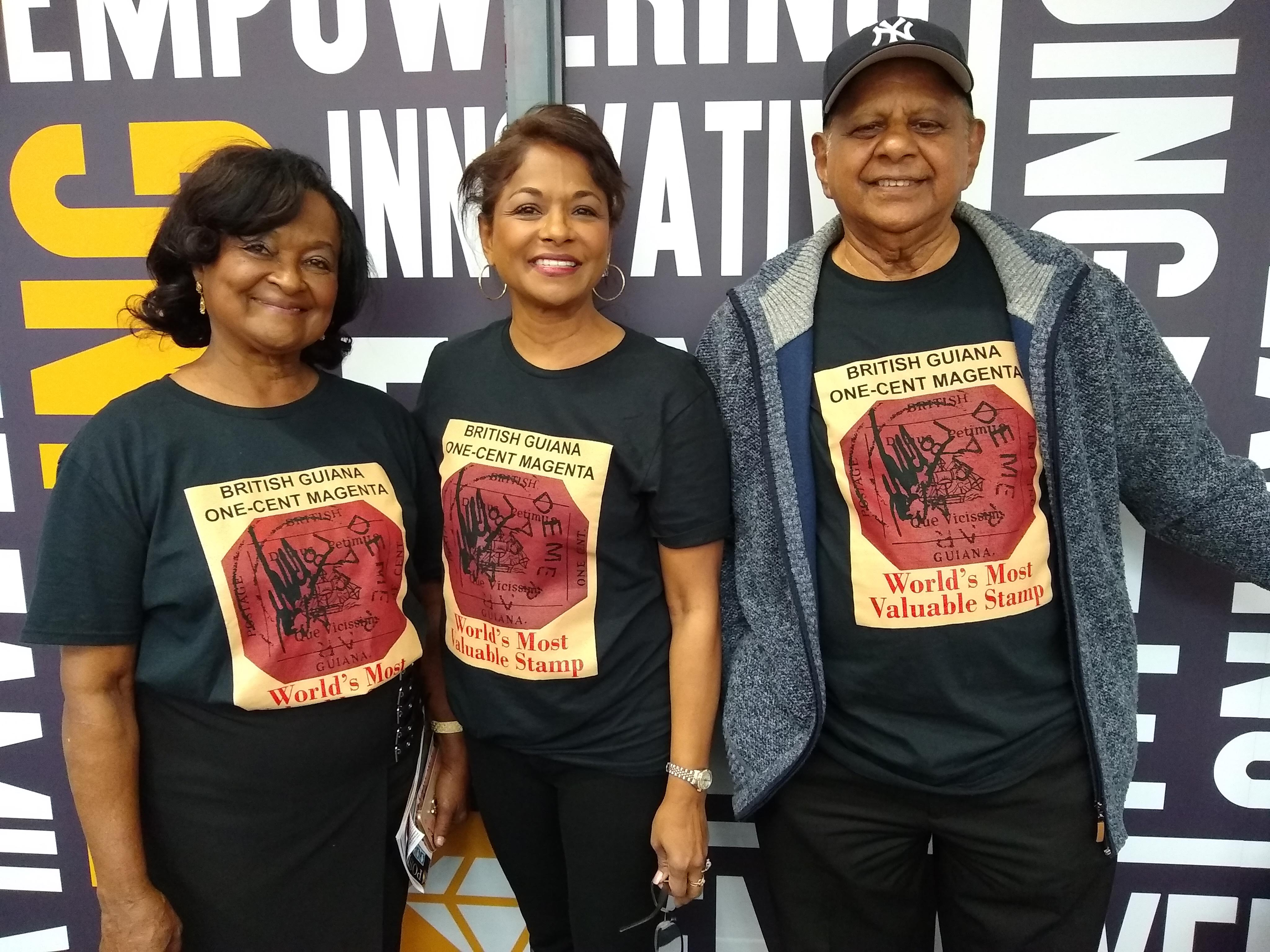
Члены Филателистического общества Гайаны в футболках с изображением самой дорогой в мире марки — «Британской Гвианы». В центре: президент общества Энн Вуд

## В культуре
Раритетная «Британская Гвиана» фигурирует в некоторых произведениях литературы, например:
- в фантастической повести братьев А. и Б. Стругацких «Повесть о дружбе и недружбе», героя которой, юного филателиста Андрея Т., условные силы зла искушают «Розовой Гвианой»;
- в романе С. Витицкого (псевдоним Бориса Стругацкого) «Бессильные мира сего» во 2-й главе, где филателист Тельман Епанчин обращается к частному детективу с заявлением о пропаже «Британской Гвианы» из его личной коллекции;
- в рассказе Александра Грина «Наследство Пик-Мика»[16], в котором главный герой по имени Пик-Мик описывает следующий эпизод из своей жизни:

Пять лет назад я собирал марки; все разновидности их достались мне чрезвычайно легко, кроме одной — Гвиана 79 года. Рисунок этого почтового знака, виденный мною в одном из специальных журналов, был фантастичен и великолепен, но из всех моих поисков не вышло события. Марки я не нашёл и сжёг альбом.
- в детском рассказе «Розовая Гвиана» Николая Внукова (1967), опубликованном в одноимённом сборнике рассказов[18]. Советский шестиклассник Орька Кириков обнаруживает якобы неизвестный экземпляр марки «Розовая Гвиана». По версии автора, первый экземпляр хранился в «Британской национальной коллекции», второй — в частной коллекции «миллионера Рокфеллера в США», третий был найден в Майсуре (Индия), но утерян при трагических обстоятельствах в Лондоне. В конце концов, шестиклассник получает из Женевы заключение экспертной комиссии Международного почтового союза[19], в котором сообщалось следующее:

Уважаемый господин Кириков! Экспертная комиссия Международного почтового союза в составе г.г. Зеефельда, Хартвица и Блюма 28 апреля с. г. подвергли экспертизе найденную Вами марку, о чём был составлен специальный акт. <…> Как было установлено комиссией, это действительно „Розовая Гвиана“, как её называют коллекционеры, но не подлинная, а талантливо подделанная знаменитым реставратором-филателистом Фурнье. Такие марки в филателистической практике называются „новоделами“. <…> Присланный Вам „новодел“ изготовлен, как было установлено, в двадцатые годы нашего столетия. Интересен тот факт, что коллекционерам мира не известно ни одной подделки „Розовой Гвианы“. Таким образом, Вы являетесь первооткрывателем этого „новодела“, который, хотя и не имеет исторической и коллекционной стоимости, указанной в каталогах, оценён Международной экспертной комиссией в 500 американских долларов.
- в романе Если наступит завтра Сидни Шелдона (1985),

Они  замерли  перед   стендом,   где   экспонировалась   марка "Британская Гвиана", непривлекательная шестиугольная марка красного цвета.
- Что за уродливая марка, - прокомментировала Трейси.
- Погоди ругать ее, милая. Это единственная марка в мире.
- Какова ее цена?
- Миллион долларов.
Служитель согласно кивнул.
- Правильно, сэр. Большинство людей, глядя  на  эту  марку,  даже  не представляют ее реальной стоимости. Но вы, сэр, разбираетесь в  марках.  В них ведь вся история мира.